# Конкордія (Аргентина)
Сан-Анто́ніо-де-Па́дуа-де-ла-Конко́рдія (ісп. San Antonio de Padua de la Concordia), більш відоме як Конко́рдія (ісп. Concordia) — місто в аргентинській провінція Ентре-Ріос на кордоні з Уругваєм, адміністративний центр департаменту Конкордія.

## Історія

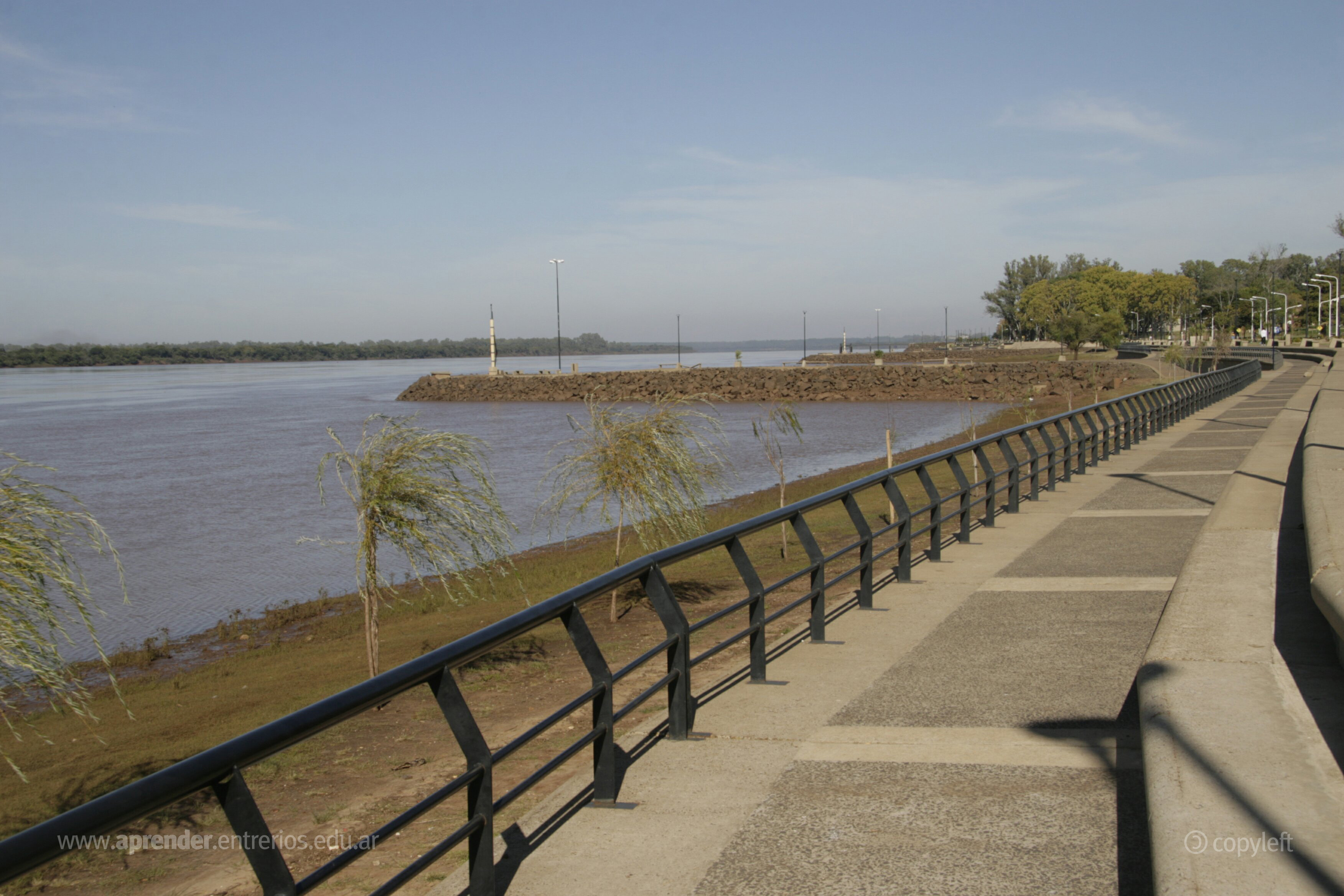
Набережна річки Уругвай

У 18 ст. єзуїтські місіонери збудували на місці, де нині розташоване місто Конкордія, невеличку ораторію, присвячену Святому Антонію Падуанському. Першим поселенням іспанців у цій місцевості став військовий форт Сан-Антоніо-де-Сальто-Чико (ісп. San Antonio del Salto Chico) на східному березі річки Уругвай (нині місто Сальто), заснований 1756 і покинутий 1763 року. 1769 року форт був знищений повінню і його було вирішено перенести на західний берег, де нині розміщене місто Конкордія.
1776 року поблизу форту було збудовано порт для транспортування мате.
У 1811—1812 роках у Сан-Антоніо-де-Сальто-Чико жив губернатор Хосе Артігас і воно перетворилося на тимчасову столицю Місьйонеса.
1820 року мешканці містечка під проводом прихильників Артігаса покинули його і переселилися на східний берег річки Уругвай.
29 листопада 1831 року конгрес провінції Ентре-Ріос наказав заснувати на місці покинутого поселення нове під назвою Конкордія. До кінця 1832 року було створено план майбутнього міста і почалося будівництво перших споруд. 1838 року було призначено першого мера містечка.
22 вересня 1839 року Хуан Лавальє зайняв Конкордію. 30 грудня 1843 року губернатор Коррієнтеса Хоакін Мадар'яга зайняв поселення, повністю знищивши його. У квітні 1844 року до Конкордії повернулися колишні мешканці і вона була відновлена. 13 жовтня 1845 року війська Джузеппе Гарібальді взяли місто Сальто і атакували Конкордію. Місцева влада евакуювала мирних жителів і змогла відбити напад.

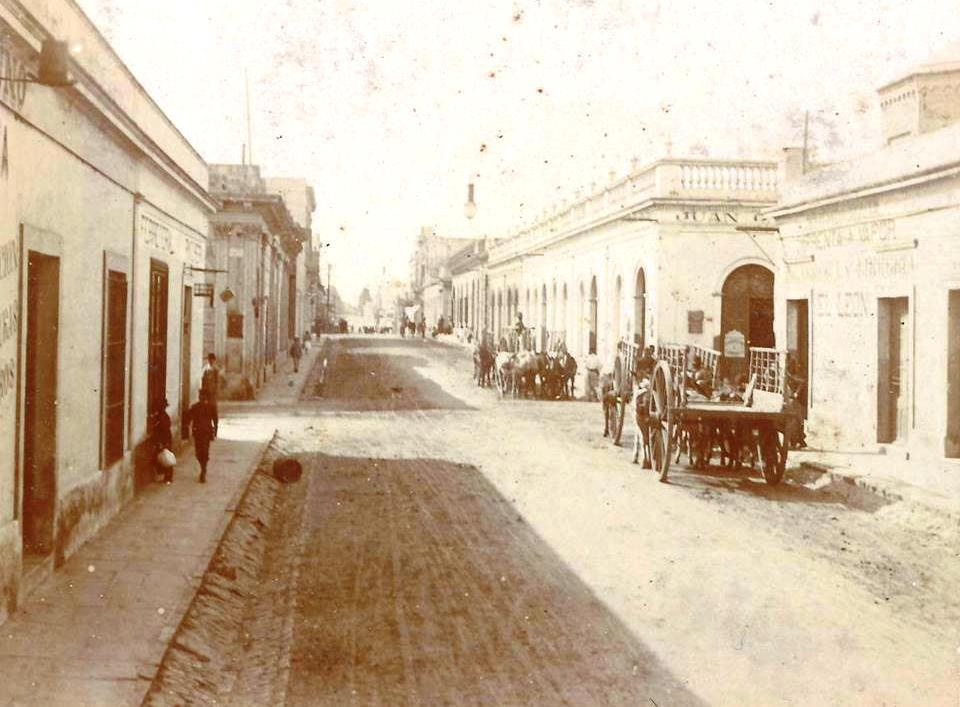
Конкордія 1890 року

1847 року у Конкордії було створено парафію Святого Антонія Падуанського.
13 квітня 1849 року було створено департамент Конкордія з адміністративним центром в однойменному поселенні.
8 листопада 1851 року Конкордія отримала статус міста.
1872 року відбулися перші вибори до муніципалітету Конкордії.
У березні 1874 року до міста було збудовано гілку залізниці. Місто почало швидко зростати завдяки притоку мігрантів з Європи, зокрема швейцарців і поволзьких німців. 1882 року населення Конкордії досягло 10 тисяч осіб.

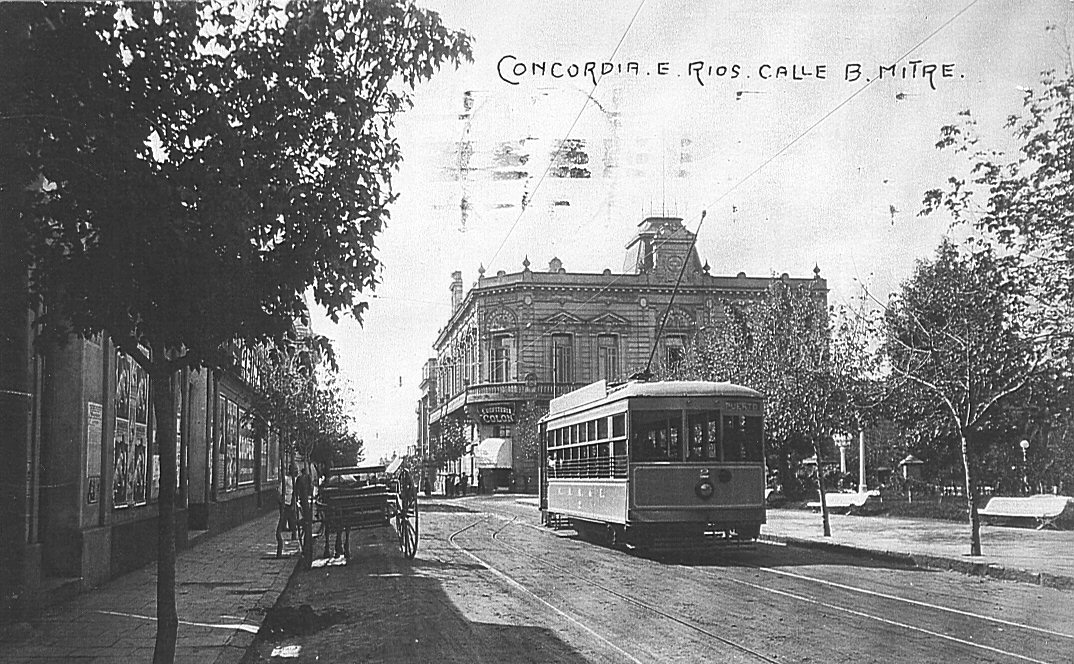
Трамвай у Конкордії

1880 року у місті почав діяти кінний трамвай, який проіснував до 1915 року. 1928 року було відкрито лінії електричного трамваю, які пропрацювали до 1937. Згодом їх було відновлено і вони функціонували з 1950 по 1963 роки, після чого були остаточно демонтовані.
1932 року місто відвідав Антуан де Сент-Екзюпері, який на той час був співробітником Аеропошти Аргентини, описавши своє перебування в оповіданні «Аргентинські принцеси». Згодом він декілька разів повертався до Конкордії, де жив у знайомих.
1961 року було затверджено герб міста, 1975 року — гімн, а 1997 року — прапор.
1962 року у Конкордії було збудовано аеропорт.
1974 року у місті почалося будівництво великої гідроелектростанції Сальто-Гранде.
2015 року місто постраждало від великої повені, було евакуйовано 20 тисяч осіб.

## Клімат
| Клімат Конкордії (1981–2010, екстремуми 1963–донині)                                    | Клімат Конкордії (1981–2010, екстремуми 1963–донині) | Клімат Конкордії (1981–2010, екстремуми 1963–донині) | Клімат Конкордії (1981–2010, екстремуми 1963–донині) | Клімат Конкордії (1981–2010, екстремуми 1963–донині) | Клімат Конкордії (1981–2010, екстремуми 1963–донині) | Клімат Конкордії (1981–2010, екстремуми 1963–донині) | Клімат Конкордії (1981–2010, екстремуми 1963–донині) | Клімат Конкордії (1981–2010, екстремуми 1963–донині) | Клімат Конкордії (1981–2010, екстремуми 1963–донині) | Клімат Конкордії (1981–2010, екстремуми 1963–донині) | Клімат Конкордії (1981–2010, екстремуми 1963–донині) | Клімат Конкордії (1981–2010, екстремуми 1963–донині) | Клімат Конкордії (1981–2010, екстремуми 1963–донині) |
| Показник                                                                                | Січ.                                                 | Лют.                                                 | Бер.                                                 | Квіт.                                                | Трав.                                                | Черв.                                                | Лип.                                                 | Серп.                                                | Вер.                                                 | Жовт.                                                | Лист.                                                | Груд.                                                | Рік                                                  |
| Абсолютний максимум, °C                                                                 | 42,1                                                 | 40,6                                                 | 38,7                                                 | 35,3                                                 | 32,5                                                 | 30,4                                                 | 32,0                                                 | 35,6                                                 | 37,2                                                 | 36,9                                                 | 38,7                                                 | 40,7                                                 | 42,1                                                 |
| Середній максимум, °C                                                                   | 32,2                                                 | 30,4                                                 | 28,8                                                 | 24,5                                                 | 20,8                                                 | 17,9                                                 | 17,8                                                 | 20,2                                                 | 21,8                                                 | 25,1                                                 | 27,7                                                 | 30,6                                                 | 24,8                                                 |
| Середня температура, °C                                                                 | 25,8                                                 | 24,4                                                 | 22,8                                                 | 18,8                                                 | 15,3                                                 | 12,7                                                 | 12,2                                                 | 14,1                                                 | 15,7                                                 | 19,1                                                 | 21,7                                                 | 24,2                                                 | 18,9                                                 |
| Середній мінімум, °C                                                                    | 19,4                                                 | 18,8                                                 | 17,3                                                 | 13,8                                                 | 10,5                                                 | 8,2                                                  | 7,4                                                  | 8,6                                                  | 10,1                                                 | 13,2                                                 | 15,4                                                 | 17,7                                                 | 13,4                                                 |
| Абсолютний мінімум, °C                                                                  | 8,6                                                  | 7,4                                                  | 4,9                                                  | −0,3                                                 | −2,7                                                 | −5                                                   | −4,8                                                 | −4,2                                                 | −3                                                   | 1,4                                                  | 3,1                                                  | 4,9                                                  | −5                                                   |
| Середня кількість сонячних годин на місяць                                              | 285,2                                                | 226,0                                                | 235,6                                                | 195,0                                                | 173,6                                                | 144,0                                                | 167,4                                                | 186,0                                                | 198,0                                                | 235,6                                                | 261,0                                                | 285,2                                                | 2,592,6                                              |
| Норма опадів, мм                                                                        | 133.9                                                | 145.7                                                | 156.5                                                | 163.4                                                | 99.7                                                 | 82.4                                                 | 52.2                                                 | 58.7                                                 | 85.6                                                 | 136.9                                                | 140.8                                                | 121.0                                                | 1376.8                                               |
| Днів з опадами                                                                          | 8,3                                                  | 8,4                                                  | 8,2                                                  | 9,0                                                  | 7,8                                                  | 7,8                                                  | 6,9                                                  | 6,4                                                  | 7,1                                                  | 8,8                                                  | 7,8                                                  | 7,8                                                  | 94,3                                                 |
| Вологість повітря, %                                                                    | 63.5                                                 | 70.1                                                 | 72.4                                                 | 77.5                                                 | 79.8                                                 | 81.0                                                 | 78.0                                                 | 73.9                                                 | 71.4                                                 | 70.4                                                 | 67.1                                                 | 63.7                                                 | 72.4                                                 |
| --------------------------------------------------------------------------------------- | ---------------------------------------------------- | ---------------------------------------------------- | ---------------------------------------------------- | ---------------------------------------------------- | ---------------------------------------------------- | ---------------------------------------------------- | ---------------------------------------------------- | ---------------------------------------------------- | ---------------------------------------------------- | ---------------------------------------------------- | ---------------------------------------------------- | ---------------------------------------------------- | ---------------------------------------------------- |
| Джерело: Servicio Meteorológico Nacional, Instituto Nacional de Tecnología Agropecuaria |                                                      |                                                      |                                                      |                                                      |                                                      |                                                      |                                                      |                                                      |                                                      |                                                      |                                                      |                                                      |                                                      |

## Населення
Згідно з даними перепису 2010 року населення Конкордії складає 152 282 осіб (51,7 % жінок, 48,3 % чоловіків).

## Економіка
Основу економіки Конкордії складає сільське господарство, переважно вирощування цитрусових. З 1963 року місто носить титул національної столиці цитрусів. Також у Конкордії та околицях культивують рис, чорницю і горіхи пекан. У лісогосподарствах вирощують евкаліпт і сосни. Також розвинене скотарство. Основною галуззю промисловості міста є харчова.

## Транспорт

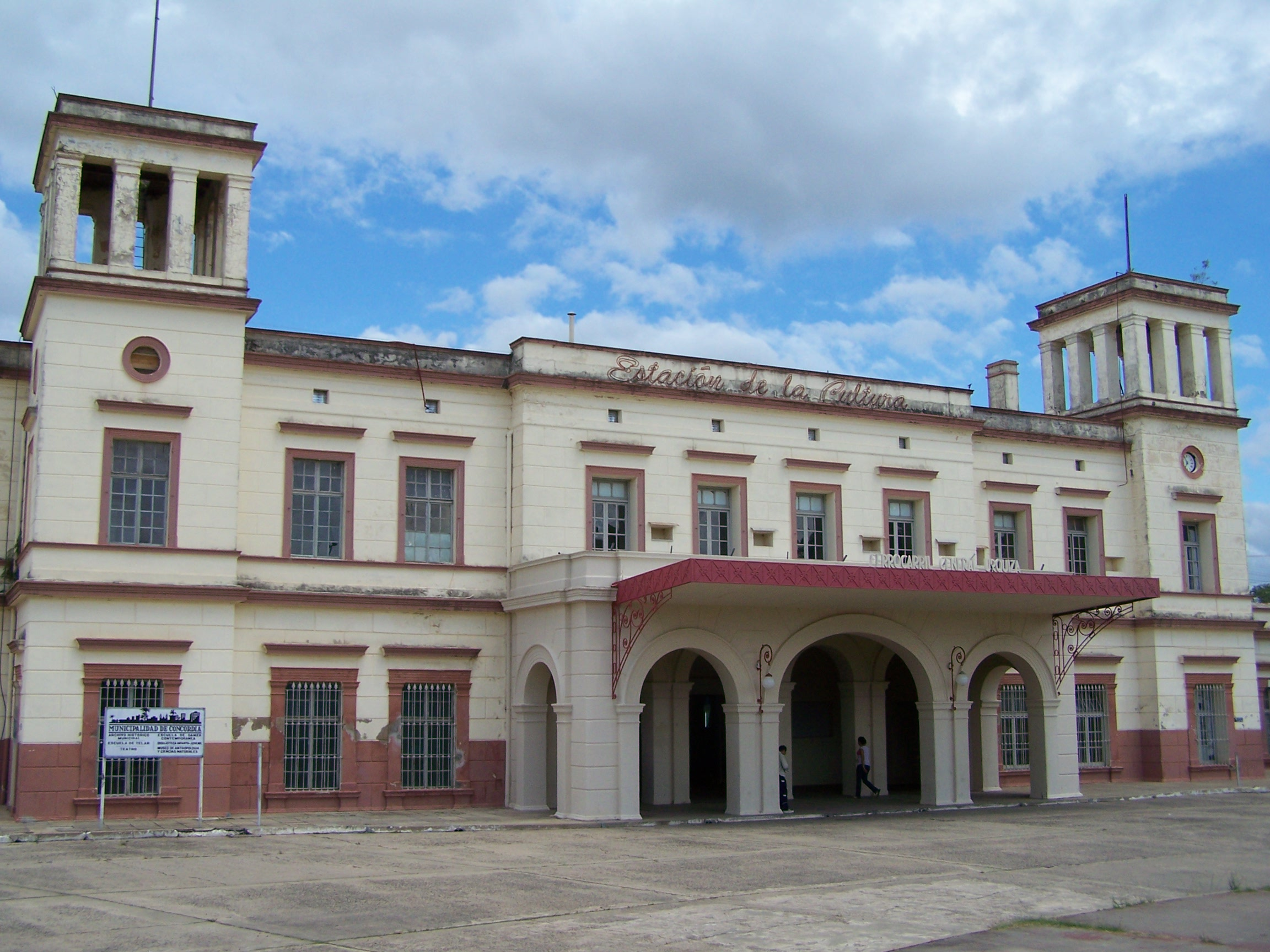
Залізничний вокзал Конкордії

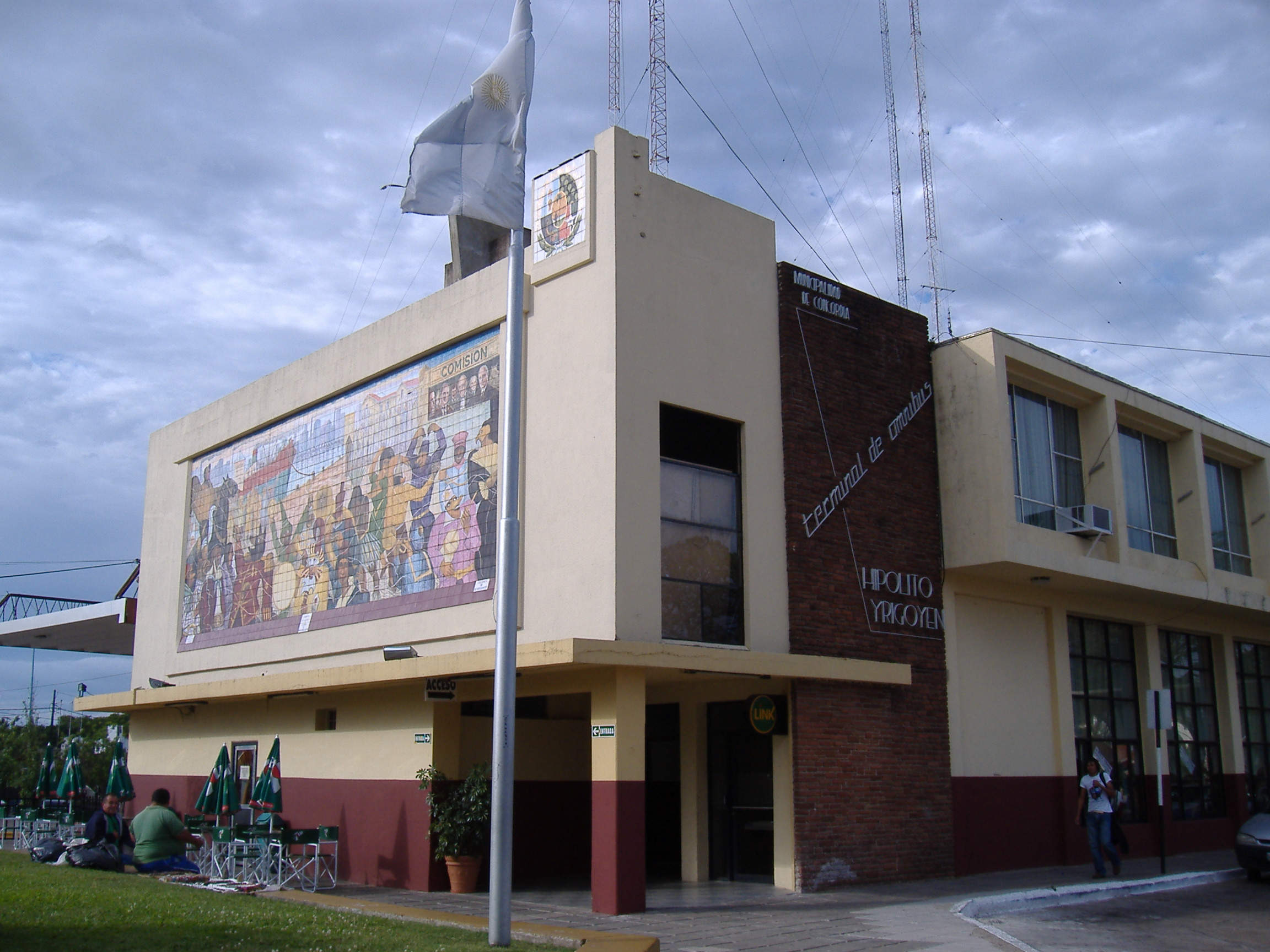
Автовокзал Конкордії

Через місто проходить гілка залізниці ім. Уркіси, яка використовується для вантажних і пасажирських перевезень. На північ від міста розташований Муніципальний аеропорт ім. комодора П'єррестегі.
У місті є річковий порт, який є найвіддаленішим на річці Уругвай, до якого можуть дістатися судна з Атлантичного океану. З 1982 року порт не використовується для вантажних перевезень, а лише для пасажирських.
По дамбі ГЕС Сальто-Гранде, яка розташована у місті, проходять залізничний і автомобільний шляхи, які з'єднують Конкордію з сусіднім уругвайським містом Сальто на протилежному березі річки.
Громадський транспорт міста представлений автобусами.

## Уродженці
- Хуан Карлос Кольман (*1922 — †1999) — аргентинський футболіст, захисник.

- Ізабель Сарлі (1935—2019) — аргентинська акторка та модель.

## Галерея

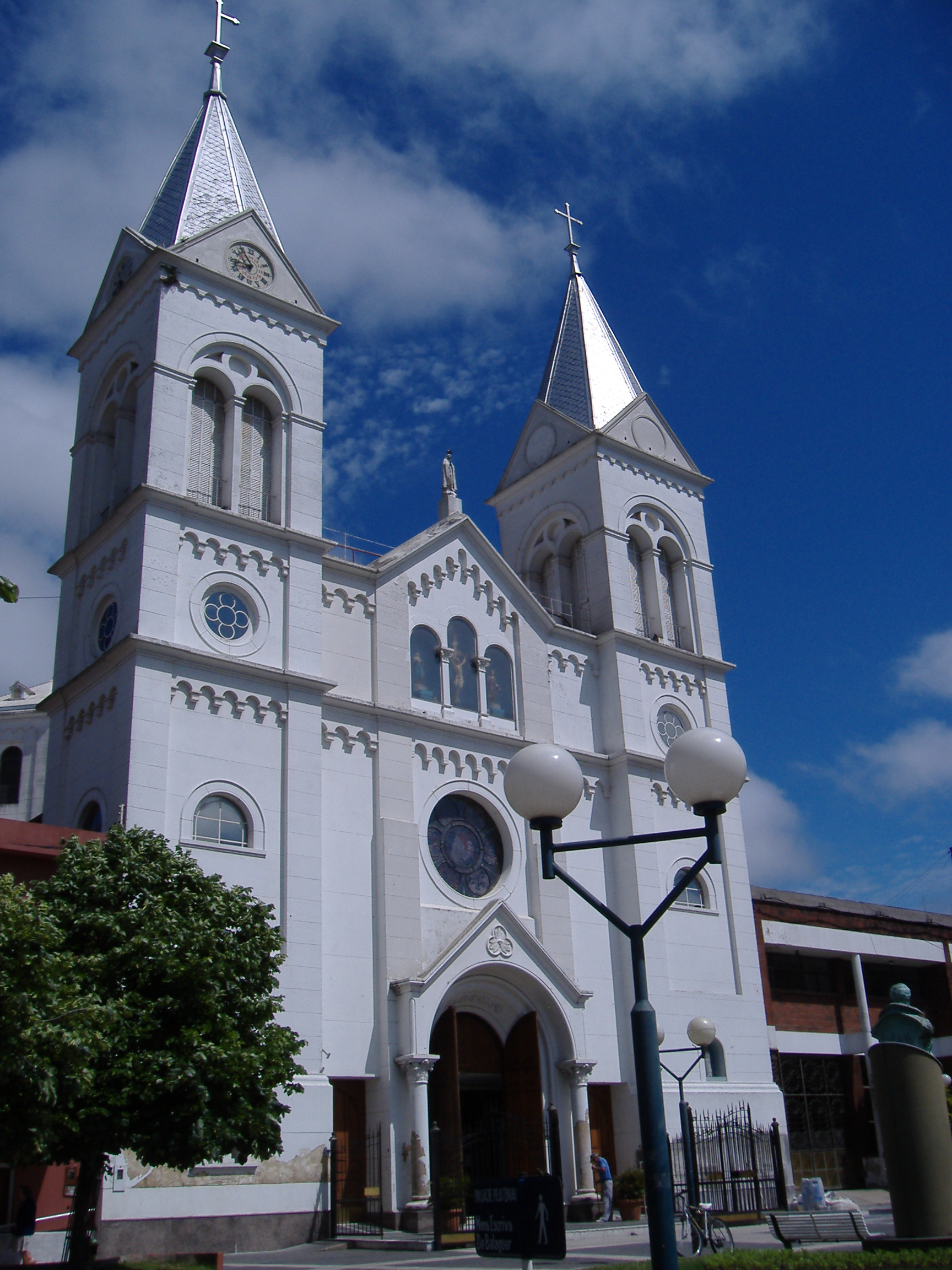
Кафедральний собор
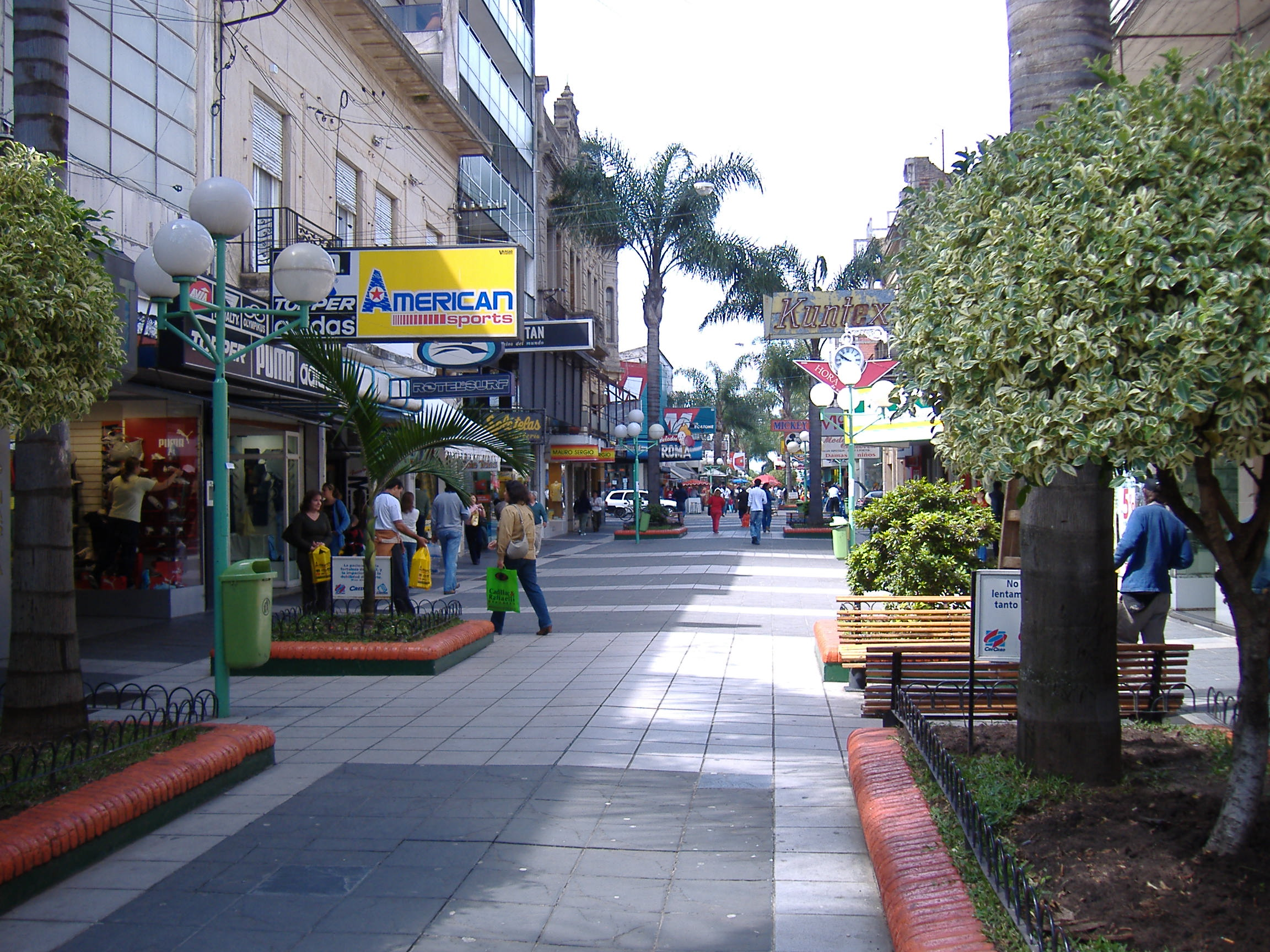
Пішохідна вулиця
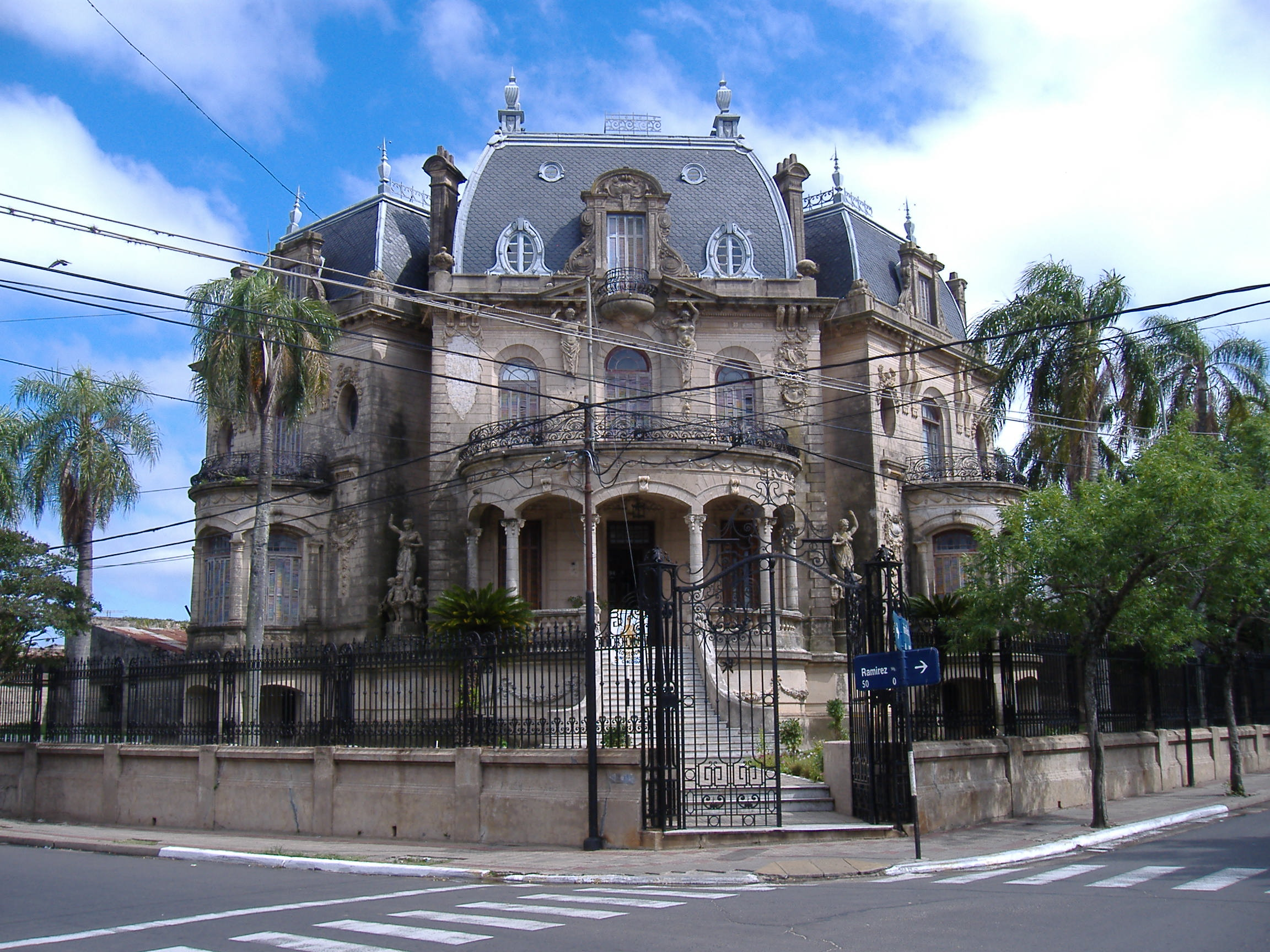
Палац Арруабаррена
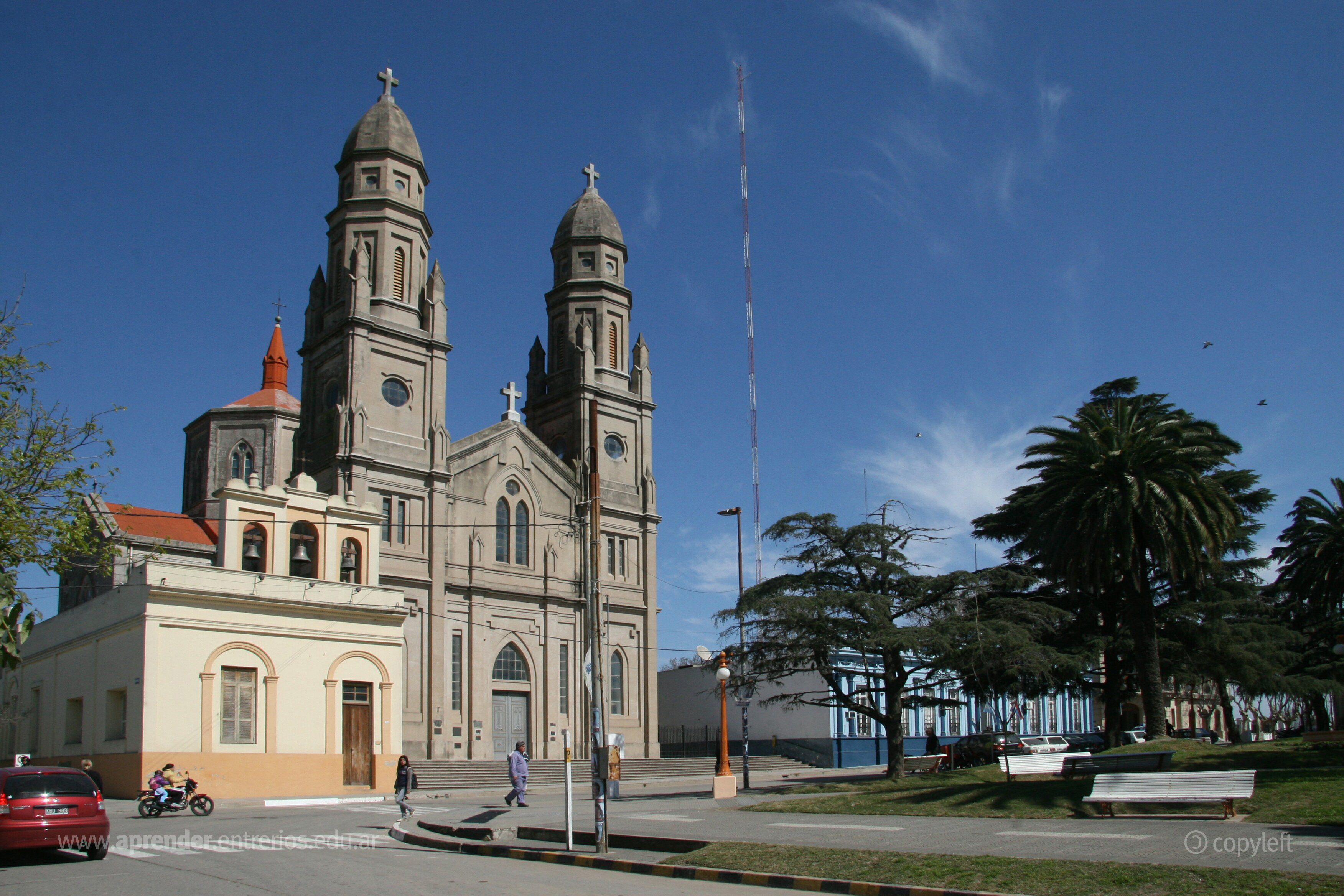
Церква
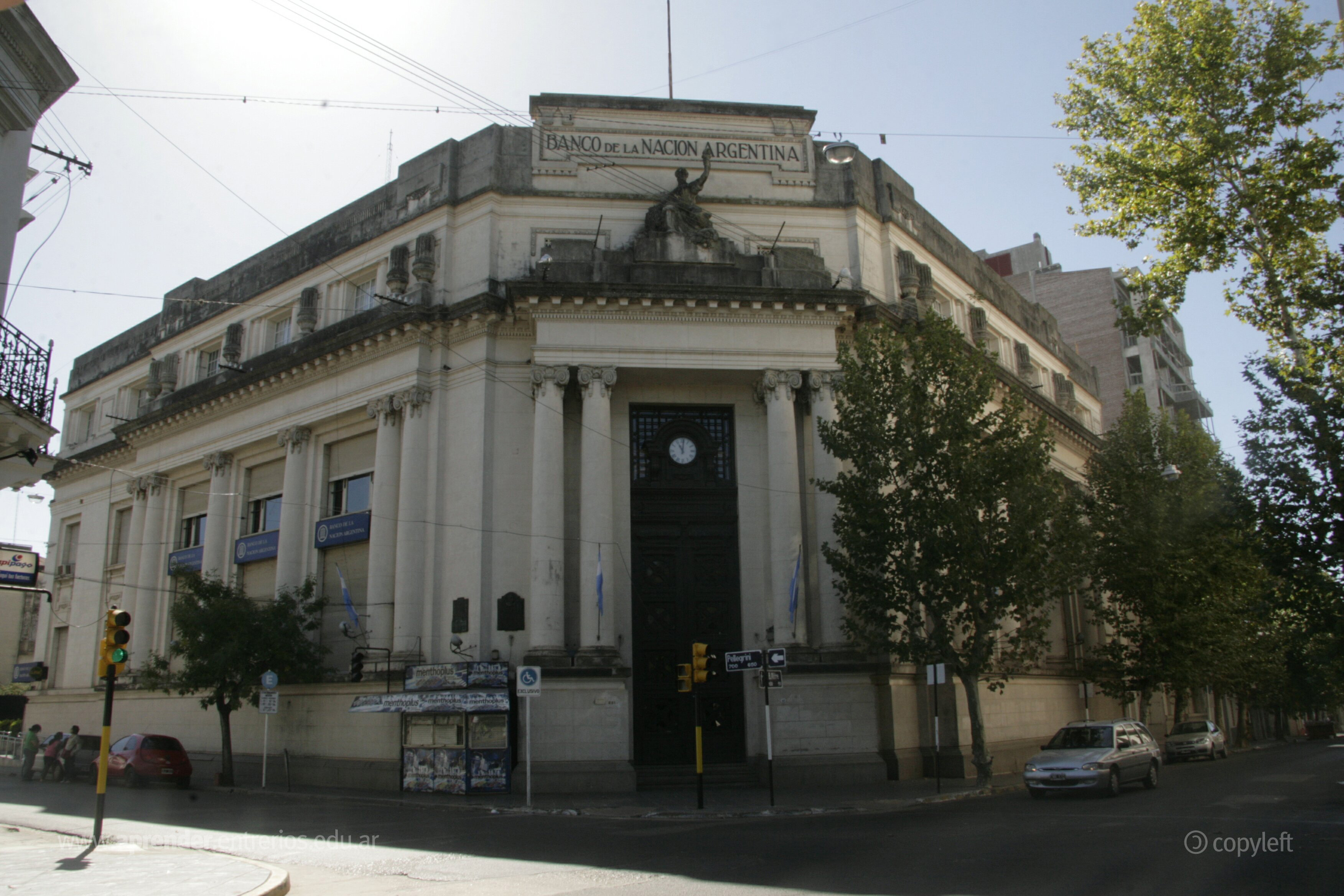
Банк
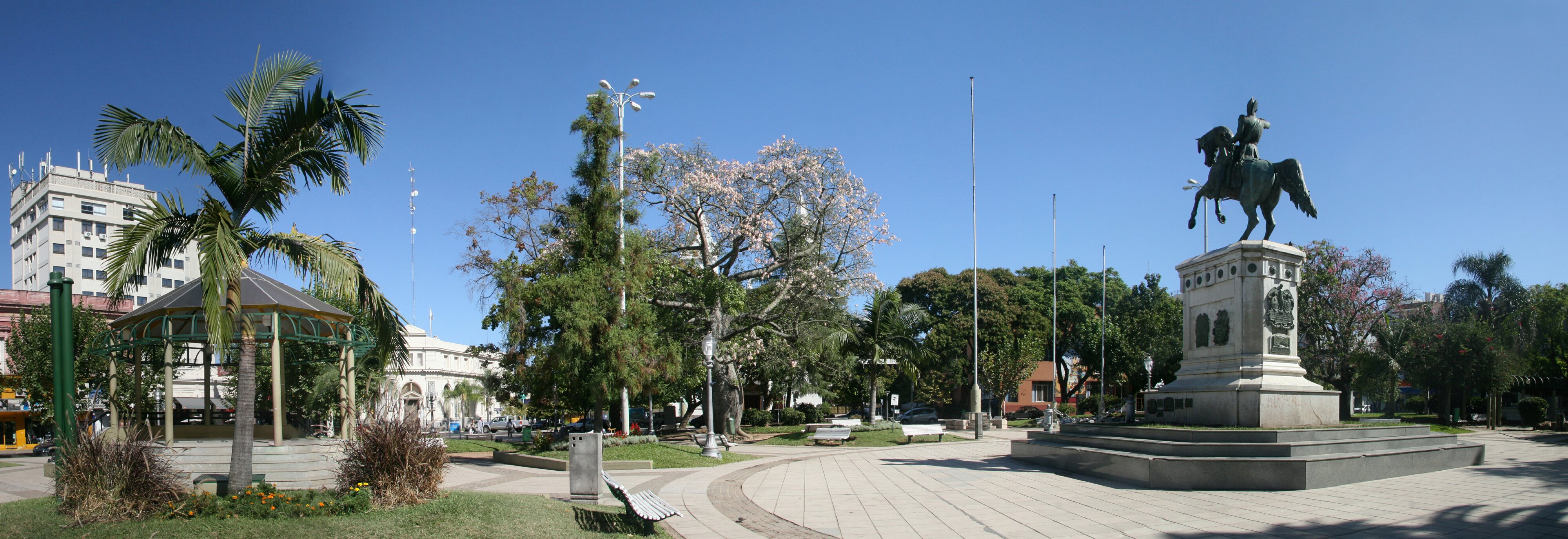
Площа 25 травня